# Томас Пікерінг
Томас Пікерінг (англ. Thomas Reeve Pickering) (5 листопада 1931) — дипломат США.

## Життєпис
Народився 5 листопада 1931 року в Оранжі, штат Нью-Джерсі в родині Гамільтона Рівера Пікерінга та Сари Частіні Пікерінг. Він закінчив Вищу школу в Резерфорді, Нью-Джерсі. Почав відвідувати коледж Bowdoin в Брансвіку, штат Мен, у 1949 році. Після цього він здобув ступінь магістра з правознавства та дипломатії ім. Флетчера в Університеті Тафтса в Медфорді, штат Массачусетс. Після закінчення Туфта він отримав стипендію Фулбрайта і навчався в Мельбурнському університеті в Австралії, де здобув ступінь другого магістра в 1956 році. На додаток до почесного ступеня доктора наук, який він захистив у Боудоні в 1984 році, Пікерінг отримав ще 12 почесних ступенів.
До приходу до Державного департаменту Пікерінг служив на черговому складі військово-морського флоту Сполучених Штатів з 1956 по 1959 рр.
У 1974—1978 рр. — Надзвичайний і Повноважний Посол США у Йорданії.
У 1981—1983 рр. — Надзвичайний і Повноважний Посол США в Нігерії.
У 1983—1985 рр. — Надзвичайний і Повноважний Посол США в Сальвадорі.
У 1985—1988 рр. — Надзвичайний і Повноважний Посол США в Ізраїлі.
У 1989—1992 рр. — Постійний представник США в ООН.
У 1992—1993 рр. — Надзвичайний і Повноважний Посол США в Індії.
У 1993—1996 рр. — Надзвичайний і Повноважний Посол США в РФ.
У 1997—2000 рр. — помічник (заступник) Державного секретаря США з політичних питань.